# Fleury (Somme)
Pour les articles homonymes, voir Fleury.
Fleury est une commune française située dans le département de la Somme, en région Hauts-de-France.

## Géographie

### Localisation
Fleury est un village picard de l'Amiénois.
Limitrophe de Conty, la localité est située à 21 km au sud-ouest d'Amiens et à 33 km au nord de Beauvais, à vol d'oiseau.
Le territoire de la commune est limitrophe de ceux de quatre communes.Les communes limitrophes sont  Belleuse, Contre, Conty et Courcelles-sous-Thoix.

### Hydrographie

#### Réseau hydrographique
La commune est située dans le bassin Artois-Picardie. Elle est drainée par l'Evoissons, la rivière des Parquets et divers autres petits cours d'eau.
L'Évoissons, d'une longueur de 25 km, prend sa source dans la commune de Hescamps et se jette  dans la Selle à Conty, après avoir traversé douze communes.

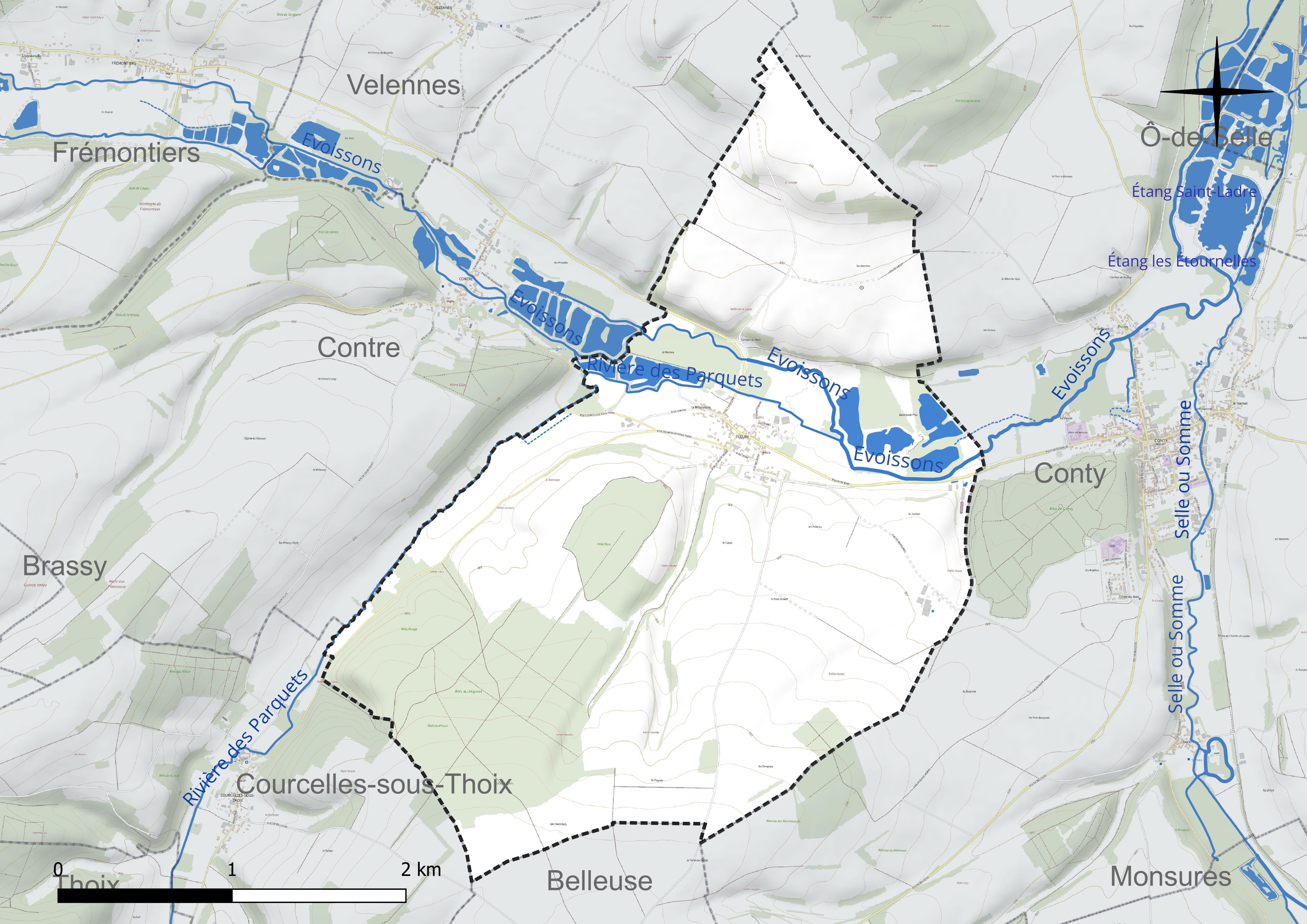
Réseau hydrographique de Fleury.

#### Gestion et qualité des eaux
Le territoire communal est couvert par le schéma d'aménagement et de gestion des eaux (SAGE) « Somme aval et Cours d'eau côtiers ». Ce document de planification concerne un territoire de 1 835 km2 de superficie, délimité par le bassin versant de la Somme canalisée. Le périmètre a été arrêté le 29 avril 2010 et le SAGE proprement dit a été approuvé le 6 août 2019. La structure porteuse de l'élaboration et de la mise en œuvre est le syndicat mixte d'aménagement hydraulique du bassin versant de la Somme (AMEVA).
La qualité des cours d'eau peut être consultée sur un site dédié géré par les agences de l'eau et l'Agence française pour la biodiversité.

### Climat
Pour des articles plus généraux, voir Climat des Hauts-de-France et Climat de la Somme.
En 2010, le climat de la commune est de type climat océanique dégradé des plaines du Centre et du Nord, selon une étude du CNRS s'appuyant sur une série de données couvrant la période 1971-2000. En 2020, Météo-France publie une typologie des climats de la France métropolitaine dans laquelle la commune est exposée à un climat océanique et est dans la région climatique Nord-est du bassin Parisien, caractérisée par un ensoleillement médiocre, une pluviométrie moyenne régulièrement répartie au cours de l'année et un hiver froid (3 °C).
Pour la période 1971-2000, la température annuelle moyenne est de 10,6 °C, avec une amplitude thermique annuelle de 13,9 °C. Le cumul annuel moyen de précipitations est de 718 mm, avec 11,7 jours de précipitations en janvier et 8 jours en juillet. Pour la période 1991-2020, la température moyenne annuelle observée sur la station météorologique la plus proche, située sur la commune de Rouvroy-les-Merles à 20 km à vol d'oiseau, est de 10,7 °C et le cumul annuel moyen de précipitations est de 647,9 mm,. Pour l'avenir, les paramètres climatiques de la commune estimés pour 2050 selon différents scénarios d'émission de gaz à effet de serre sont consultables sur un site dédié publié par Météo-France en novembre 2022.

## Urbanisme

### Typologie
Au 1er janvier 2024, Fleury est catégorisée commune rurale à habitat dispersé, selon la nouvelle grille communale de densité à sept niveaux définie par l'Insee en 2022.
Elle est située hors unité urbaine. Par ailleurs la commune fait partie de l'aire d'attraction d'Amiens, dont elle est une commune de la couronne,. Cette aire, qui regroupe 369 communes, est catégorisée dans les aires de 200 000 à moins de 700 000 habitants,.

### Occupation des sols
L'occupation des sols de la commune, telle qu'elle ressort de la base de données européenne d'occupation biophysique des sols Corine Land Cover (CLC), est marquée par l'importance des territoires agricoles (78,9 % en 2018), en augmentation par rapport à 1990 (76 %). La répartition détaillée en 2018 est la suivante : 
terres arables (67,6 %), forêts (20,1 %), prairies (8 %), zones agricoles hétérogènes (3,3 %), eaux continentales (1 %). L'évolution de l'occupation des sols de la commune et de ses infrastructures peut être observée sur les différentes représentations cartographiques du territoire : la carte de Cassini (XVIIIe siècle), la carte d'état-major (1820-1866) et les cartes ou photos aériennes de l'IGN pour la période actuelle (1950 à aujourd'hui).

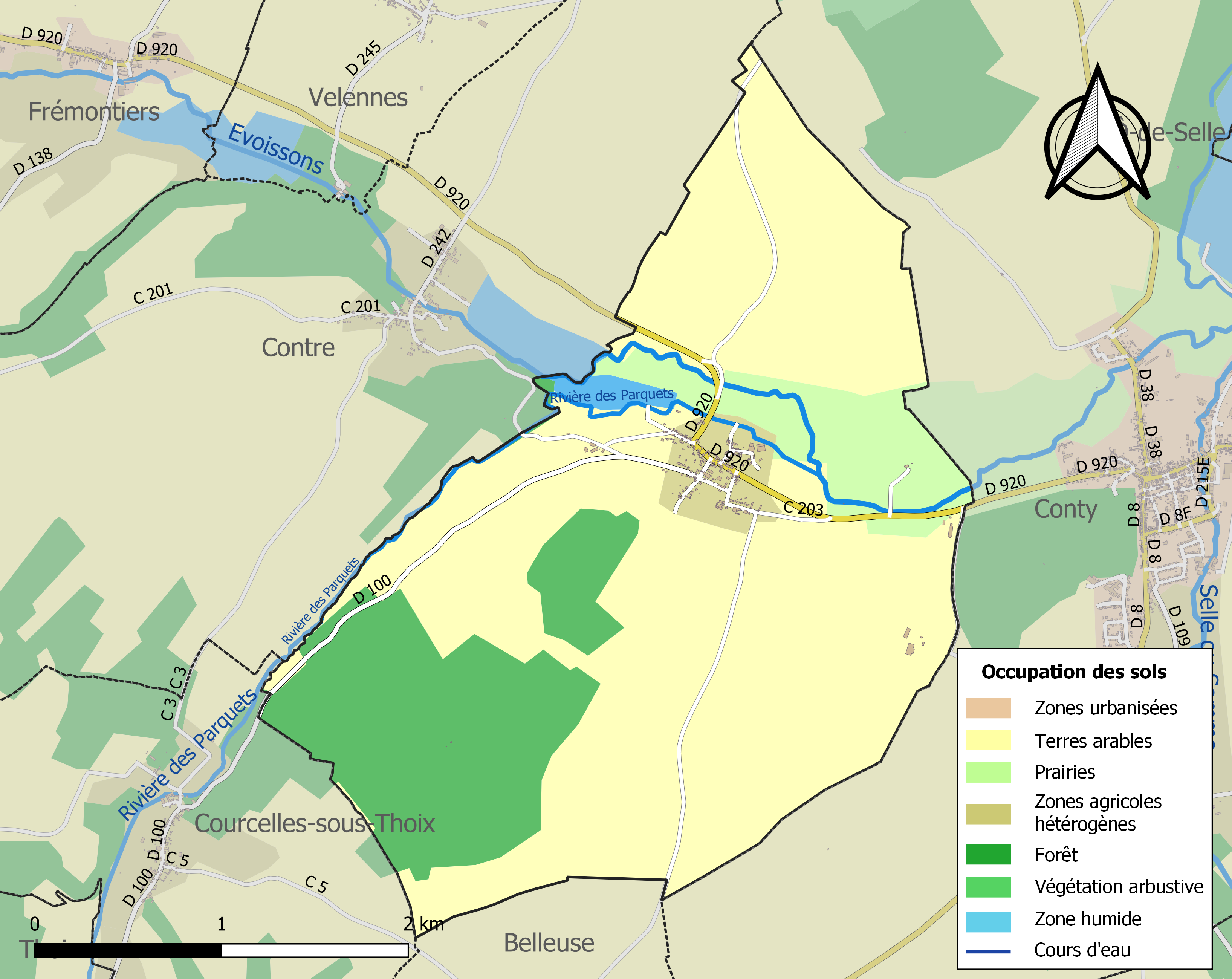
Carte des infrastructures et de l'occupation des sols de la commune en 2018 (CLC).

### Voies de communication et transports
La localité est desservie par les lignes d'autocars du réseau interurbain Trans'80 Hauts-de-France.

## Toponymie
Le lieu était désigné Fiory en  1141, Fleuriacum en 1170, Fleury en 1229.
La commune est instituée pendant la Révolution française sous son nom actuel.

## Histoire
La seigneurie de Fleury que détenait le seigneur de Conty Manassès Ier, fut divisée en deux en 1196. Il donna l'une des moitiés aux chanoines de Saint-Antoine de Conty.
La seigneurie comptait au moins dix fiefs, parmi lesquels on note : 
- fief du Buisson ou  Agnès Guespine ;
- fief de Cempuis, de 33 journaux de terre, en 1456, tenu de la châtellenie de Conty ;
- fief de la Chaussée ou de la Creuse. Il consistait dans le moulin de la Baye, sur l'emplacement des moulins a tan avec leurs dépendances, et en 40 journaux et demi de terres et prés ;
- fief de Conty ;
- fief de Framerville ;
- fief Guérard Buigne ;
- fief Gérard Chouquet ou de Luzière ;
- fief Hue Le Mire, tenu de Sommereux ;
- fief Jean de Moustier, tenu de Conty (1373) ;
- fief de Lentilly, tenu en 1559 par Jean Patte, procureur au siège présidial d'Amiens, en 1559, relevant de Conty ;
- fief Mahieu Lallery ou Lallemant ;
- fief de Rivery, tenu de Conty ;
- fief de la Seigneurie ou des Bois, tenu du fief du Hamel ou Geel, à Lœuilly.

Jean de Paillart, capitaine-gouverneur de Beauvais (1553-1563), et lieutenant de la compagnie du duc de Chaulnes (1558-1567) éleva le château de Fleury, terminé en 1588. Celui-ci est démoli de 1817 à 1822.

### Circonscriptions d'ancien régime
Circonscriptions religieuses sous l'Ancien Régime : 
Paroisse : Saint-Pierre •
Doyenné : Conty • 
Archidiaconé : Amiens • 
Diocèse : Amiens.
Circonscriptions administratives sous l'Ancien Régime : 
Intendance (1789) : Picardie • 
Élection (1789) : Amiens • 
Subdélégation :  ?  •
Grenier à sel (1789) : Grandvilliers • 
Coutume : Amiens • 
Prévôté : Prévôté du Beauvaisis à Grandvilliers • 
Gouvernement : Picardie.

## Politique et administration

### Rattachements administratifs et électoraux
La commune se trouve dans l'arrondissement d'Amiens du département de la Somme. Pour l'élection des députés, elle fait partie depuis 2012 de la quatrième circonscription de la Somme.
Elle faisait partie depuis 1793 du canton de Conty. Dans le cadre du redécoupage cantonal de 2014 en France, la commune est intégrée au canton d'Ailly-sur-Noye.

### Intercommunalité
La commune était membre de la  communauté de communes du canton de Conty, créée par un arrêté préfectoral du 23 décembre 1996, et qui s'est substituée aux syndicats préexistants tels que le SIVOM et le SIVU de la coulée verte. Cette intercommunalité est renommée communauté de communes du Contynois en 2015, à la suite de la disparition du canton.
Dans le cadre des dispositions de la loi portant nouvelle organisation territoriale de la République du 7 août 2015, qui prévoit que les établissements publics de coopération intercommunale (EPCI) à fiscalité propre doivent avoir un minimum de 15 000 habitants, la préfète de la Somme propose en octobre 2015 un projet de nouveau schéma départemental de coopération intercommunale (SDCI) qui prévoit la réduction de 28 à 16 du nombre des intercommunalités à fiscalité propre du département.
Ce projet prévoit la « fusion des communautés de communes du Sud-Ouest Amiénois, du Contynois et de la région d'Oisemont », le nouvel ensemble de 37 412 habitants regroupant 120 communes,. À la suite de l'avis favorable de la commission départementale de coopération intercommunale en janvier 2016, la préfecture sollicite l'avis formel des conseils municipaux et communautaires concernés en vue de la mise en œuvre de la fusion.
La communauté de communes Somme Sud-Ouest, dont est désormais membre la commune, est ainsi créée au 1er janvier 2017.

### Liste des maires
| Période                                  | Période                      | Identité           | Étiquette | Qualité                                                      |
| ---------------------------------------- | ---------------------------- | ------------------ | --------- | ------------------------------------------------------------ |
| Les données manquantes sont à compléter. |                              |                    |           |                                                              |
| 1995                                     | En cours (au 8 octobre 2020) | Jean-Marie Rouzaud |           | Agriculteur exploitant Réélu pour son 5e mandat (2020-2026), |

## Démographie
L'évolution du nombre d'habitants est connue à travers les recensements de la population effectués dans la commune depuis 1793. Pour les communes de moins de 10 000 habitants, une enquête de recensement portant sur toute la population est réalisée tous les cinq ans, les populations de référence des années intermédiaires étant quant à elles estimées par interpolation ou extrapolation. Pour la commune, le premier recensement exhaustif entrant dans le cadre du nouveau dispositif a été réalisé en 2004.

En 2022, la commune comptait 204 habitants, en évolution de −10,53 % par rapport à 2016 (Somme : −1,26 %, France hors Mayotte : +2,11 %).
| 1793 | 1800 | 1806 | 1821 | 1831 | 1836 | 1841 | 1846 | 1851 |
| ---- | ---- | ---- | ---- | ---- | ---- | ---- | ---- | ---- |
| 270  | 265  | 286  | 316  | 314  | 338  | 344  | 318  | 306  |

| 1856 | 1861 | 1866 | 1872 | 1876 | 1881 | 1886 | 1891 | 1896 |
| ---- | ---- | ---- | ---- | ---- | ---- | ---- | ---- | ---- |
| 272  | 270  | 267  | 265  | 264  | 262  | 251  | 246  | 245  |

| 1901 | 1906 | 1911 | 1921 | 1926 | 1931 | 1936 | 1946 | 1954 |
| ---- | ---- | ---- | ---- | ---- | ---- | ---- | ---- | ---- |
| 250  | 239  | 222  | 205  | 204  | 186  | 186  | 231  | 206  |

| 1962 | 1968 | 1975 | 1982 | 1990 | 1999 | 2004 | 2006 | 2009 |
| ---- | ---- | ---- | ---- | ---- | ---- | ---- | ---- | ---- |
| 176  | 145  | 163  | 223  | 193  | 200  | 207  | 213  | 234  |

| 2014 | 2019 | 2022 | - | - | - | - | - | - |
| ---- | ---- | ---- | - | - | - | - | - | - |
| 233  | 212  | 204  | - | - | - | - | - | - |

Fleury comptait 83 habitants roturiers en 1303, 105 communiants en 1689, 200 habitants en 1698, 48 feux et 140 habitants en 1724, 49 feux et 136 habitants en 1772 et 200 habitants en 1780.

## Culture locale et patrimoine

### Lieux et monuments
- Église Saint-Pierre, de la seconde moitié du XIXe siècle, construite en pierre et brique sur les plans de l'architecte Deleforterie en style néogothique. Elle comporte un clocher orné de statues de saints. 
Près des fonts baptismaux se trouvent deux plaques funéraires en forme de pyramide provenant de l'ancienne église :
  - l'une à la mémoire du Comte de Chatenay qui fut seigneur de Fleury au milieu du XVIIIe siècle ;
  - l'autre à la mémoire du Comte de Clermont-Tonnerre, dernier seigneur de Fleury qui mourut à Fleury après la révolution de 1789[32],[33].

- Moulin de la Barre, de la fin du XIXe ou du début du  XXe siècle[34] en limite de Conty, ancien moulin à tan récemment rénové (propriété privée).
- Cèdre du Liban monumental, sur la place derrière l'église 
Il a été planté en 1836 par Gauthier de Rumilly (1792-1884) qui habitait alors le château de Fleury. Acheminé depuis son pays d'origine par bateau, il mesurait alors 7 m de hauteur. En 1936, sa circonférence était de 385 cm et de 520 cm en 2000[35].

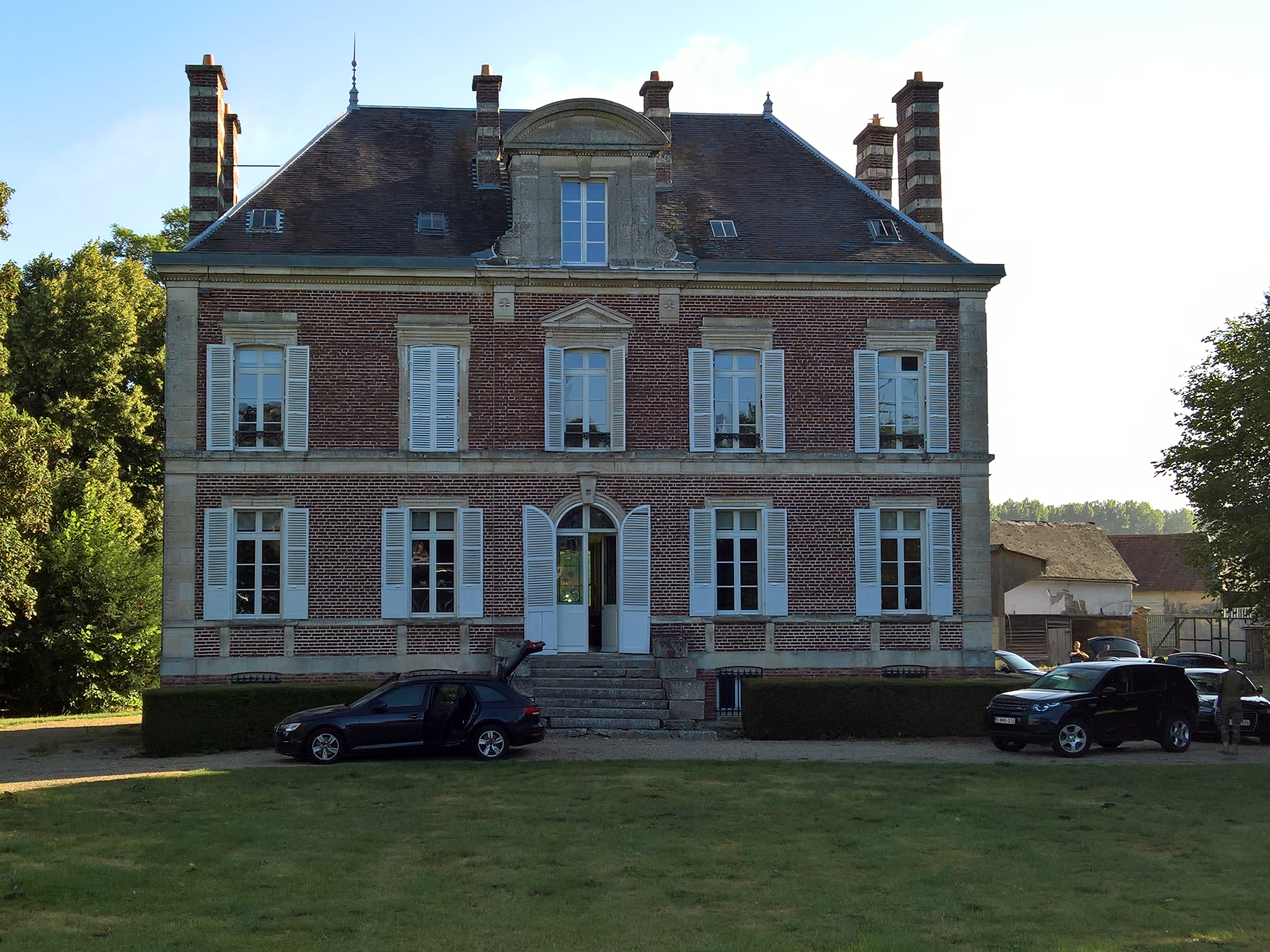
Maison de maître.
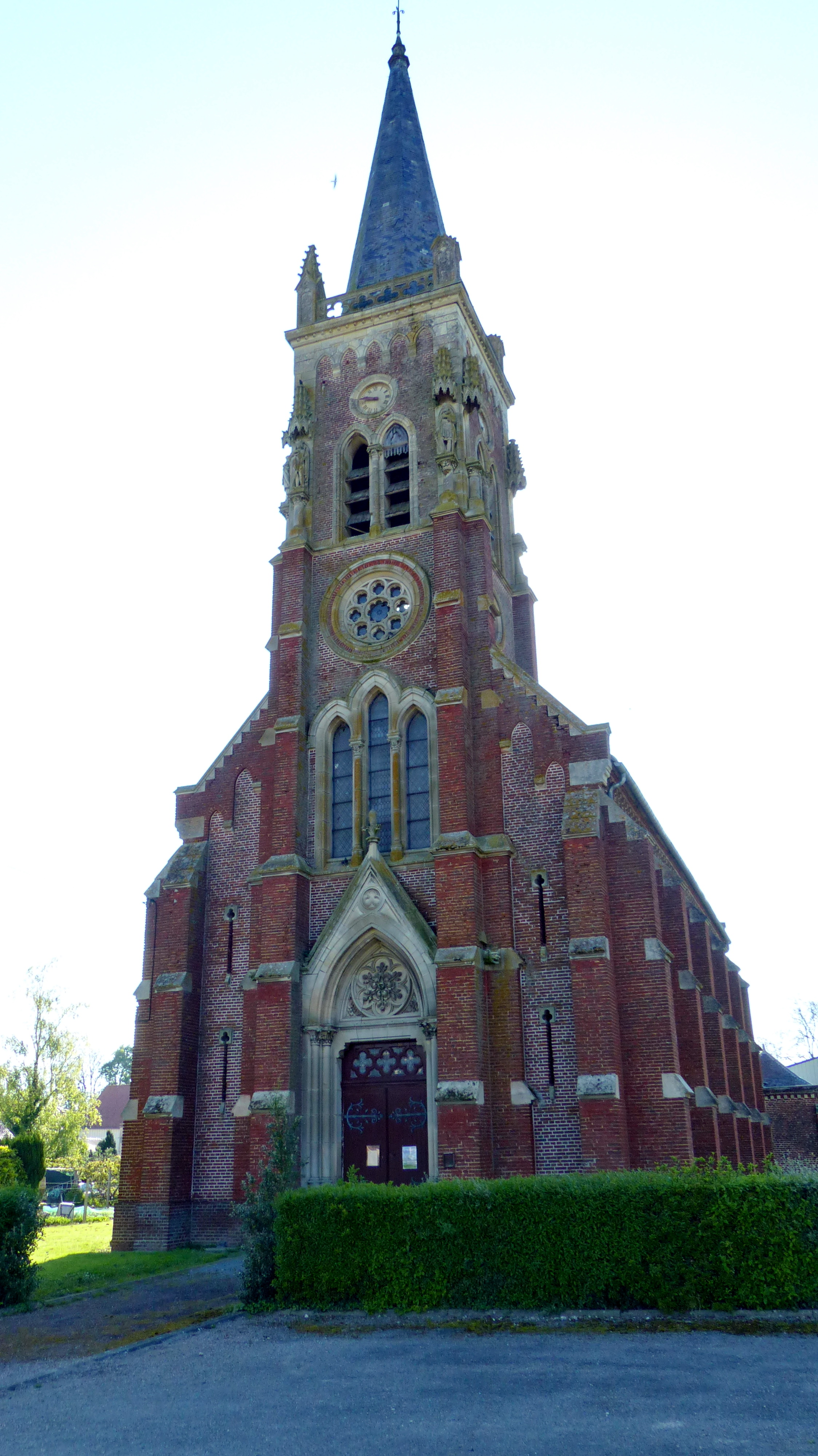
Façade de l'église Saint-Pierre.
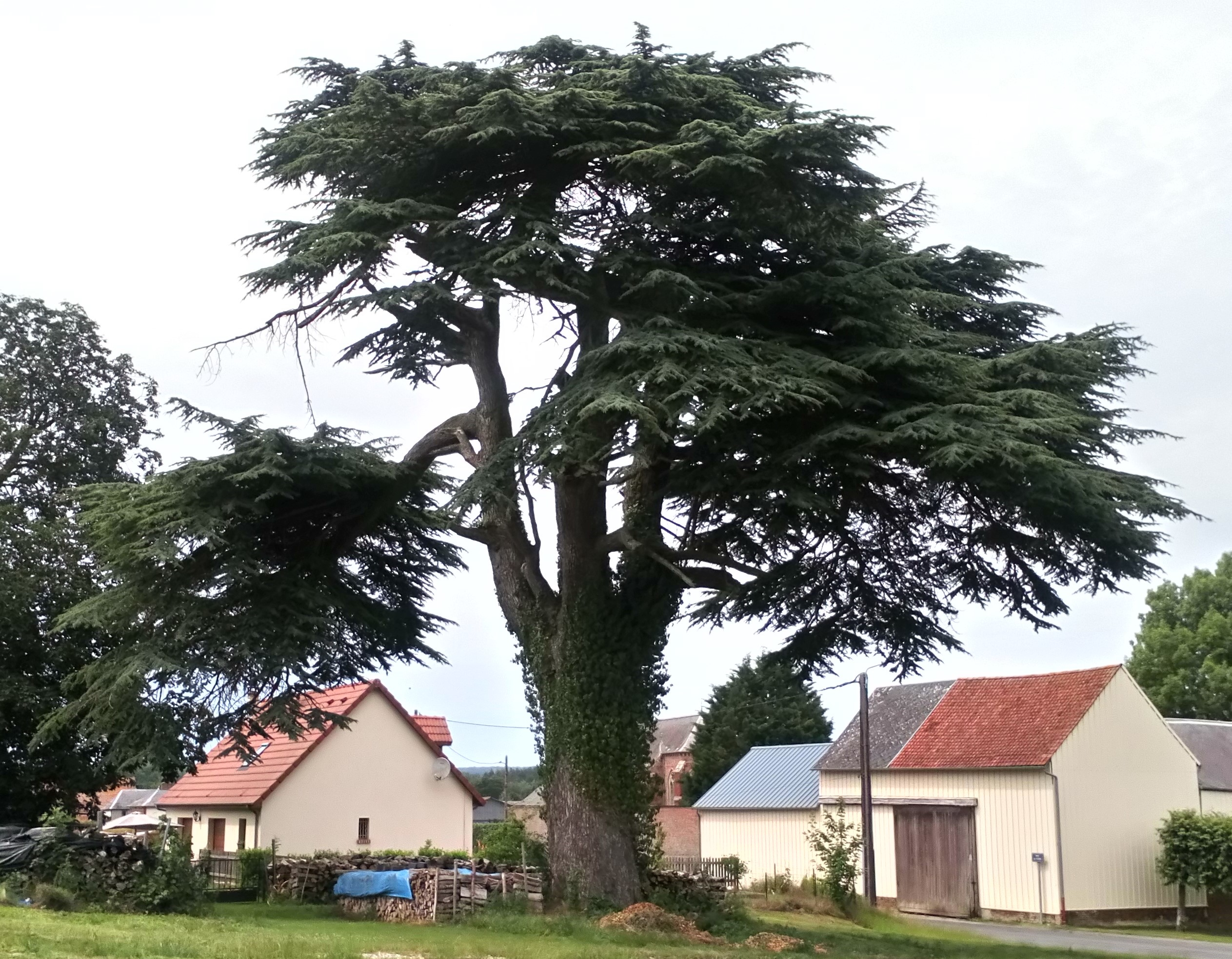
Cèdre du Liban.

## Pour approfondir